# Alfons Siffer
Pour les articles homonymes, voir Siffer.
Alphonse (Alfons) Frédéric Siffer, né le 21 mars 1850 à Zomergem et décédé le 3 mars 1941  est homme politique belge flamand, membre du parti catholique.

## Biographie
Siffer fut le 2e fils du 2e mariage d'un soldat prussien. Il fit ses humanités à Saint-Nicolas, puis fut diplômé en droit et notariat (KUL et RUG). Il fut cofondateur du Davidsfonds à Gand (1875), de la société anonyme Siffer-Léliart (1877) et imprimeur, éditeur et libraire à Gand. Il se marie en 1879. Il fonde le magazine Het Belfort (1886) et devient en 1890 vice-président de la Guilde des Artisans à Gand.

En 1895, il est élu conseiller communal de Gand, en 1896, il fonde le Cercle bourgeois gantois, avant de devenir bourgmestre ff. (1909-11) en même temps qu'il est échevin des Travaux Publics et de la Santé Publique de Gand (1909-12).
Il est élu député de Gand-Eeklo (1912-1932) et devient premier échevin de Gand (1921-39). En 1933, son affaire est reprise par le Standaard Boekhandel.

## Sources
- Bio sur ODIS

- Ressource relative à plusieurs domaines :   - ODIS
- Notice dans un dictionnaire ou une encyclopédie généraliste :   - Biografisch Portaal van Nederland
- Notices d'autorité :   - VIAF
  - ISNI
  - GND
  - Belgique
  - Pays-Bas

1. ↑  « http://www.archiefbank.be/dlnk/AE_13147 »
2. ↑  « http://www.archiefbank.be/dlnk/AE_10156 »